# Milon de Crotone (Puget)
Le Milon de Crotone est un groupe en marbre réalisé entre 1671 et 1682 par le sculpteur Pierre Puget à Toulon sur commande de Jean-Baptiste Colbert et à destination du château de Versailles. L’œuvre est actuellement conservée à Paris au musée du Louvre.
Il s’agit d’une représentation de la mort de l’athlète Milon de Crotone au IVe siècle avant J.-C.. Il aurait été dévoré par des loups (ici un lion) alors que sa main était coincée dans la fente d’une souche d’arbre dont il aurait cherché à séparer les deux parties.

## Contexte de la commande
L’œuvre fut réalisée lors de la période toulonnaise de l'artiste. Pierre Puget était alors chargé de la réalisation des sculptures des navires de la flotte de Louis XIV en cours de construction à Toulon. Deux blocs de marbre inutilisés (alors qu'il s'agit à l'époque d'un matériau d'une préciosité considérable) se trouvaient dans l'arsenal où œuvrait Puget. Ce dernier obtient alors de Jean-Baptiste Colbert de les utiliser pour deux compositions de son choix, sans contrainte imposée tant sur le sujet que le format. L'accord de Colbert à ce projet relève de l'exception à une époque où la création artistique est largement contrôlée par le pouvoir royal, l'Académie ou les corporations. De ces deux blocs de marbre sortiront près de dix ans plus tard le Milon de Crotone et Alexandre et Diogène (1671-1691, Paris, musée du Louvre), deux des plus importantes œuvres de l'artiste.

## Description
La statue de Pierre Puget illustre la mort de l'athlète grec Milon de Crotone au VIe siècle av. J.-C. L'athlète est représenté au moment où le lion plante ses griffes et ses crocs dans sa jambe. Le lutteur, champion des jeux d'Olympie et symbole de l'hubris (pour avoir imaginé pouvoir déraciner l'arbre qui le retient à mains nues) et de la vanité de l'effort humain puisqu'il ne peut échapper à son destin, se raidit alors de douleur. La légende parle originellement d'un loup ayant dévoré Milon de Crotone. Il est ici représenté par un lion, animal jugé plus noble et puissant.
L’œuvre, comme souvent chez Pierre Puget, est construite selon de fortes diagonales. Une est ici marquée dans les jambes du lutteur à laquelle viennent répondre celles du tronc d'arbre et de la draperie. On retrouve là le travail sur les textures qui a fait le succès de l'artiste. 

## Influences et postérité
L’œuvre est ici largement marquée par l'influence qu'eut le Laocoon sur la sculpture des Temps modernes. La formule proposée par Puget réinterprète cependant largement le modèle antique. 
La postérité de l’œuvre sera importante, notamment chez les artistes de l'Académie royale de peinture et de sculpture. Certains en feront leur morceau de réception à l'instar du sculpteur Étienne Maurice Falconet.